# Carmel McCourt
Carmel Therese McCourt, nota anche semplicemente come Carmel (Scunthorpe, 24 novembre 1958), è una cantante britannica.

## Biografia
Il suo gruppo (omonimo) comprende il bassista Jim Parris (vero nome James Edward Parris) ed il batterista Gerry Darby (cugino di Jim Parris).
Il loro singolo di debutto, "Storm", ha raggiunto il numero 1 nella classifica indipendente del Regno Unito e il gruppo ha firmato immediatamente un contratto con la London Records, mentre dal successivo "The Drum Is Everything" sono stati estratti i singoli "Bad Day" e "More, More, More" i quali entrati entrambi a loro volta nella Top 25 della UK Singles Chart.
L'album successivo, "The Falling" (prodotto da Brian Eno, Hugh Jones e David Motion) ha dato a Carmel un discreto successo in Francia, ottenendo lo status di disco d'oro, oltre a entrare nelle classifiche in Belgio, Germania e Paesi Bassi. Carmel ha avuto successo in Francia con "J'oublierai ton nom", un duo con il francese Johnny Hallyday. "Sally", il primo singolo estratto dall'album, ha venduto 500.000 copie nella sola Francia.
Il 1989 vide l'uscita di "Set Me Free", con Brian Eno e Pete Wingfield che aggiunsero il loro importante contributo alle composizioni.
Carmel McCourt ha anche preso parte al Festival di Sanremo 1991 interpretando la versione inglese di "Terra" di Rossana Casale, cambiandone radicalmente il contenuto del testo e l'arrangiamento ed intitolandola "You Are On My Mind", canzone incisa poi anche come singolo e contenuta nell'album "Good News" dell'anno successivo, album che ha visto Carmel trasferirsi alla EastWest Records con la produzione di Parris. Nel 1997 Ronnie Scotts ha fornito la sede per registrare il loro album "Live at Ronnie Scotts", una raccolta del loro lavoro con del materiale inedito.
In quegli anni Carmel McCourt in Italia ha vinto il riconoscimento di miglior cantante jazz al Festival di Messina.
Durante gran parte degli anni '90 i membri della band vivevano tra Barcellona, Parigi e Manchester, ed era difficile per loro lavorare insieme, quindi perseguirono altri progetti musicali. Parris ha creato la band "Nzi Dada" con l'artista multimediale parigino Xumo Nounjio, e Carmel McCourt ha lavorato a vari progetti come cantante, scrittrice e insegnante.
All'inizio del nuovo millennio, Gerry Darby lasciò la band e nel 2002 Jim Parris e Carmel McCourt andarono in tour con una band di nove elementi eseguendo vecchio materiale. Un DVD live del 2004 intitolato "More, More, More" è stato pubblicato con le esibizioni della band completa ed un'intervista con McCourt e Parris.
Nel dicembre 2011, Carmel McCourt e Jim Parris, che lavoravano ancora sotto il nome Carmel, pubblicarono l'album "Strictly Piaf", che consisteva in 10 cover di canzoni di Édith Piaf.
A partire da ottobre 2012, Carmel McCourt sarebbe tornata a lavorare dal vivo con una nuova formazione della band, eseguendo classici di Carmel e materiale dall'album "Strictly Piaf". Le date includevano quelle l'Islington Town Hall di Londra, lo Stockton Georgian Theatre e la Manchester Band on The Wall.
Carmel McCourt ha poi portato la band in un tour europeo in Germania e Svizzera verso la fine di maggio 2013 ed ha iniziato a suonare alcune delle nuove canzoni che aveva scritto.
Il 25 settembre 2015, Carmel McCourt ha pubblicato il suo primo nuovo singolo con la sua nuova band, il doppio lato A "Sad Situation"/"Second Wife Blues", sulla nuova etichetta indipendente Kultura Recordings. Entrambi i brani sono stati registrati al Limefield Studio di Middleton e mixati e masterizzati da Kevin O'Toole.
Il 2 giugno 2018, Carmel McCourt ha preso parte al suo primo concerto dal vivo dopo quattro anni di silenzio suonando alla St. Agnes Church di Manchester, concerto seguito da altre date estive nel nord dell'Inghilterra, inclusi alcuni festival.
Poi i suoi impegni live si sono diradati fino alla data odierna.

## Discografia

### EP
- Carmel (1982, Red Flame) (6 Track EP) Official Albums Chart No. 94
- Lost Recordings (Not On Label, 2014)

### Album
- The Drum Is Everything (Jul 16 1984, London Records) Official Albums Chart No. 19
- The Falling (Sep 20, 1986, London Records) Official Albums Chart No. 88
- Everybody's Got a Little...Soul (Nov 15, 1987, London Records)
- Set Me Free (Oct 1, 1989, London Records) (Ne esiste una versione con "sampler" ed interviste)
- Good News (1992, East West Records)
- World's Gone Crazy (1995, East West Records)
- Strictly Piaf (Secret Records, Jan 1, 2011)
- Wild Country (Secret Records, Feb 25, 2022)

### Album dal vivo
- Live in Paris (1997, East West Records)
- Live at Ronnie Scott's (1998, East West Records)
- More More More (DVD) - 2004
- Brave New Waves Session (Artoffact Records, May 4, 2018)

### Raccolte
- Collected (anche in video VHS) (London Music Stream, Jan 1, 1984)
- The Best Of Carmel (London Records, 1997)
- More More More (Secret Records Limited, 2010)

### Apparizioni in Colonne Sonore
- Letter To Brezhnev (London Records, 1985) Traccia 3 "How Long "
- The Paradise Club (BBC Records, 1985) Traccia 5 " Circles  "
- She-Devil (Mercury, 1989) Traccia 2 " You Can Have Him"

### Singoli
- "Storm" (1982)
- "Bad Day" (1983) - UK numero 15
- "Willow Weep For Me" (1983)
- "More More More" (1984) - UK numero 23
- "I'm Not Afraid Of You" (1985)
- "Sally" (1986) - UK numero 60
- "Mercy" 7"EP + 12" EP (1986)
- "Sweet And Lovely" (1987)
- "It's All In The Game" (1987)
- "Every Little Bit" (1988)
- "You Can Have Him" (1989)
- "I'm Over You" (1989)
- "I Have Fallen In Love" (1989)
- "And I Take It For Granted" (1990)
- "You're All I Need" (1992)
- "You're On My Mind" (1992)
- "If You Don't Come Back" (1994)
- "Sad Situation"/"Second Wife Blues" (Not On Label, 2015)
- "Shoe Shufflin'" (Not On Label, 2016)

### Collaborazioni/Duetti
- "J'oublierai Ton Nom" (Carmel McCourt & Johnny Hallyday) (1986)
- "You're On My Mind" Rossana Casale & Carmel McCourt (London Records, 1991) (Partecipante a Sanremo 1991)
- "That's Our Word" Kraak & Smaak Featuring Dudley Perkins (EP) (Jalapeno Records, 2008) ("Why Do People Fall?" - Vocals, Lyrics By Carmel McCourt)
- "Skin" Serazzi & The Detectives (Capogiro Records, 2011) (Traccia 4  "I'll Smile Again Tomorrow" Featuring Carmel - Traccia 7  " I Shall Be Released" Featuring Carmel)